# 舒城站
舒城站，位于中华人民共和国安徽省六安市舒城县杭埠镇，是合九铁路上的火车站，建于1995年，由上海铁路局管辖。车站办理客运业务，不办理货运业务。

## 车站结构

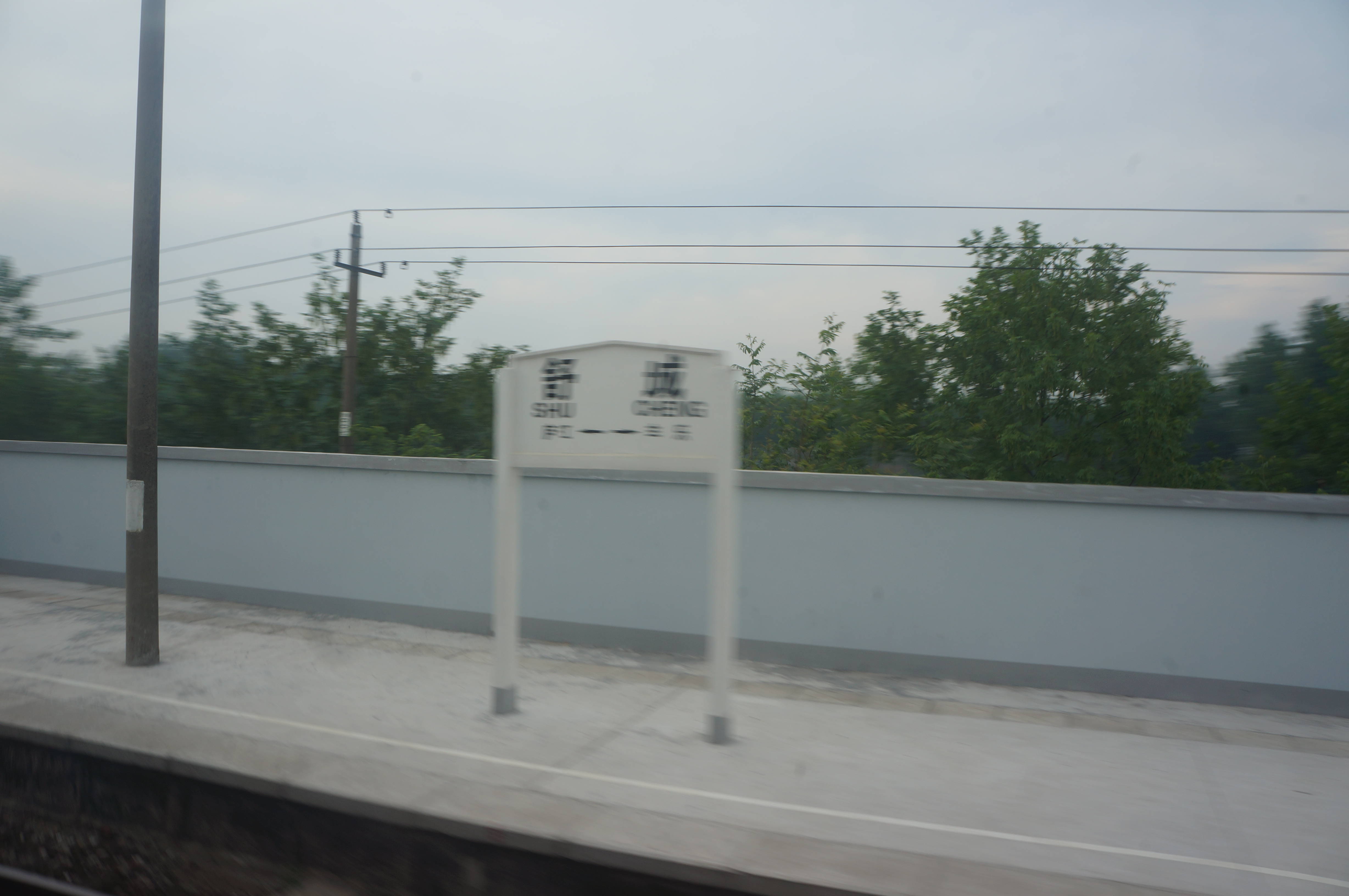
车站站牌

### 站线布置
| 侧式站台 |              |
| 1站台    | 合九铁路     |
| 2站台    | 合九铁路正线 |
| 岛式站台 |              |
| 3站台    | 合九铁路     |

## 車站周邊
- 舒城县司法局杭埠司法所
- 杭埠镇街道社区居委会
- 舒城县杭埠镇中心小学
- 中国电信杭埠镇营业厅
- 中国农业银行杭埠营业所
- 杭埠镇人民政府
- 徽商银行舒城杭埠支行